# Internationale Cricket-Saison 1980
Die internationale Cricket-Saison 1980 fand zwischen Mai 1980 und September 1980 statt. Als Sommersaison wurden vorwiegend Heimspiele der Mannschaften aus Europa ausgetragen.

## Überblick

### Internationale Touren
| Beginn          | Heimteam | Auswärtsteam | Resultate | Resultate | Artikel |
| Beginn          | Heimteam | Auswärtsteam | Test      | ODI       | Artikel |
| --------------- | -------- | ------------ | --------- | --------- | ------- |
| 28. Mai 1980    | England  | West Indies  | 0–1 [5]   | 1–1 [2]   | Artikel |
| 20. August 1980 | England  | Australien   | 0–0 [1]   | 2–0 [2]   | Artikel |

## Nationale Meisterschaften
Aufgeführt sind die nationalen Meisterschaften der Full Member des ICC.
| Land    | First-Class                | List A            |
| ------- | -------------------------- | ----------------- |
| England | County Championship 1980   | Gillette Cup 1980 |
|         | John Player League 1980    |                   |
|         | Benson and Hedges Cup 1980 |                   |